# Лагеркранц, Улоф
Улоф Густав Хуго Лагеркранц (швед. Olof Gustaf Hugo Lagercrantz; 10 марта 1911, Стокгольм — 23 июля 2002, Дроттнингхольм, лен Стокгольм) — шведский поэт, литературовед и публицист. В качестве главного редактора газеты Dagens Nyheter, в 1960—1975 годах он сыграл одну из ключевых ролей в шведской культуре в те годы, являясь одной из главных фигур «культурного радикализма» — левого направления в культуре.

## Биография
Улоф Лагеркранц был сыном директора банка Карла Лагеркранца и графини Агнес Гамильтон, которая происходила по прямой линии от поэта Эрика Густава Гейера и была дочерью шведского политика Хуго Гамильтона. Детство, которое он провёл в Фальчёпинге, было омрачено клинической депрессией матери и, позже, самоубийством его сестры. 31 декабря 1939 года он женился на Мартине Руин (род. 1921 г., Хельсингфорс), дочери профессора Ганса Руина и Карин Руин, урождённой Сиеверс. У них было пять детей, среди них актриса Марика Лагеркранц и писатель Давид Лагеркранц. Улоф Лагеркранц — брат писательницы Лиз Асклунд и профессора медицины Рутгера Лагеркранца, единокровный брат писателя и журналиста Арвида Лагеркранц, дядя литературоведа Ларса Лённрута и политика Юхана Лённрута.
Когда началась зимняя война, Лагеркранц принял участие в движении в поддержку Финляндии. Вместе с Карлом-Густавом Хильдебрандом он написал брошюру «Финское дело — наше дело», распространённую в 900000 экземплярах, а также работал редактором газеты шведской добровольческой организации Den frivillige («Доброволец»). Он даже призывал к тому, чтобы Швеция вступила в войну на стороне Финляндии. После заключения Московского договора он выразил большое разочарование в том, что он воспринял как обман со стороны своей собственной страны, что поставило крест на его идеализме.
В последующие годы Улоф Лагеркранц был внештатным книжным рецензентом и критиком в различных дневных газетах и журналах, пишущих о культуре. Он симпатизировал рабочей литературе, выражал отвращение к той аристократической среде, в которой вырос, призывал к борьбе с буржуазным истеблишментом и всем, что казалось традиционным. Тем не менее, в это время он работал именно в консервативных газетах Nya Dagligt Allehanda и Svenska Dagbladet. Лагеркранц работал в Svenska Dagbladet начиная с 1940 года, вначале как внештатный корреспондент и, затем, в 1945—1951 как редактор отдела культуры. В это время у него появляться черты определённого культурного консерватизма, хотя он также «занимался… культурным саботажем», поддерживая радикальных писателей.
Лагеркранц получил степень доктора философии в 1951 году за труд о писательнице (и родственнице) Агнес фон Крузеншерна. Он сотрудничал в Bonniers Litterära Magasin («Литературный журнал издательства Bonniers») в 1942—1950 гг., был членом редакционной коллегии журнала о культуре Samtid och Framtid («Сегодня и завтра») в 1944—1945 гг., был редактором журнала Vintergatan 1945—1947 гг., а также был ответственным за проведение публичных лекций в Стокгольмском муниципалитете в 1949—1951 гг.. В 1951—1960 гг он работал вначале редактором отдела культуры в крупнейшей на то время шведской газете Dagens Nyheter, после чего он был одним из двух главных редакторов этой газеты в 1960—1975 гг., ответственным за культуру.

## Писатель и литературный критик

### Поэзия и ранние сочинения
Лагеркранц был тяжело болен туберкулёзом в юности, что нашло отражение в его первом сборнике стихотворений Мёртвая птица (1935). В своём первом сборнике стихов он представил тонкие лирические описания природы и нежное, отмеченное религиозностью выражение чувств. В своём единственном романе Труди он описывает разрушительную душевную болезнь женщины, навеянную клинической депрессией матери. Мотивы из трагедий детства также присутствуют в сборнике Dikter från mossen («Стихи из торфяного болота», 1943), с которым автор выступил как «зрелый поэт со внутренним миром, настойчиво требующим выхода наружу, насыщенным тайнами и полными отчаяния переживаниями, который часто создаёт точные и сложные стихотворения, отлитые в кристально чистые формы».
Dagbok («Дневник») (1954), дополненный Dikter och dagbok («Стихи и Дневник») (1955) — субъективные переживания высокого поэтического и повествовательного качества. Сборник стихов Linjer («Линии») (1962) порывает с традиционалистическими формами и выражают смятение чувств. Linjer «приводит к признанию того, что мерило жизни не имеет смысла без рая». Во время чтения мы представляем себя «в тяжёлом каменном мире реальности». С выходом Linjer Улоф Лагеркранц ставит точку в написании стихов. Позже он объяснял, что стихи были для него своего рода средством убежать от реальности: «Поэзия, как извечный охранитель и защитник жизни стала искушением, в то время как совесть призывала меня занять открытую позицию в политической жизни».

### Монографии о писателях
Диссертация-биография Агнес фон Крузеншернa (1951) является первой в ряду биографий известных писателей, в основном начала 20-го века, но иногда живших и раньше, написанных Улофом Лагеркранцем. Биография Агнес фон Крузеншернa построена в значительной степени на воспоминаниях самого Лагеркранца о ней, на изучении бумаг, оставшимся после неё, к которым у него был свободный доступ, и воспоминаниям людей их общего семейного круга. Более поздние книги, среди которых биографии Стига Дагермана, Данте, Гуннара Экелёфа («Jag bor i en annan värld men du bor ju i samma.», «Я живу в другом мире, но ведь и ты тоже»), Августа Стриндберга и Джозефа Конрада колеблются между биографией, анализом истоков творчества и критическим эссе, и между доступным языком изложения и способностью создать в них поэтический стиль и атмосферу. 1961 вышла книга Шведские поэты, в которой Лагеркранц даёт наброски портретов, среди прочего, Виктора Рюдберга, Густава Фрёдинга, Эдит Сёдергран, Нильса Ферлина, Харри Мартинсона и Карин Бойе.

### Литературная критика
Улоф Лагеркранц стал ответственным за написание критических статей о поэзии в газете Svenska Dagbladet с 1946 года, а в 1951 году он стал редактором отдела культуры в Dagens Nyheter, ответственным за рассмотрение всего нового, что происходит в литературе. На этой должности он составлял заключение о большинстве выходящих в свет шведских книг и писал рецензии как на работы дебютантов, так и уже состоявшихся писателей.
Лагеркранц часто был хорошо знаком с теми авторам, на работы которых писал рецензии, что не мешало ему иногда подвергать их книги жёсткой критике. Это потом сказывалось на отношениях с этими людьми. Так вражда между Лагеркранцем и писателем и критиком Свеном Стулпе подогревалась их критическими рецензиями. Также в 1964 году Лагеркранц написал критическую рецензию на мумуары известного публициста и его предшественника на посту главного редактора газеты Dagens Nyheter Херберта Тингстена, что привело к разрыву между бывшими друзьями и коллегами.
В качестве литературного критика самой большой шведской газеты Лагеркранц имел большое влияние на происходившие в то время споры о дальнейших путях развития шведской культуры. Лагеркранц всегда писал рецензии с очень личной точки зрения, что иногда приводило к очень резким отрицательным рецензиям. Окружающими это воспринималось так, что он сам не до конца понимает, насколько много власти как критик он имеет.

### Прочие работы
В эссе Möten med Bibeln («Встреча с Библией») 1941 года Лагеркранц выражает уважительное отношение к христианству, которое позднее превратится в радикально отрицательное к нему отношение. Он также утверждал, что христианская мораль «почти полностью ошибочна».
Лагеркранц написал две автобиографии. В Min första krets («Мой первый круг») 1982 года он описывает своё детство как мир жёстких ограничений и закостенелых традиций, над которым властвовал его отец, с его ненормальной суровостью и жёсткостью. В Ett år på sextiotalet («Один год из 1960-х»), изданном в 1990 году, он представляет своё описание того времени, когда он работал в «Dagens Nyheter».
В качестве журналиста отдела культуры Лагеркранц написал множества статей, некоторые из которых заслуживают особого внимания, как например его статьи из Китая 1970 года.

## Публицистика и влияние на шведскую культуру

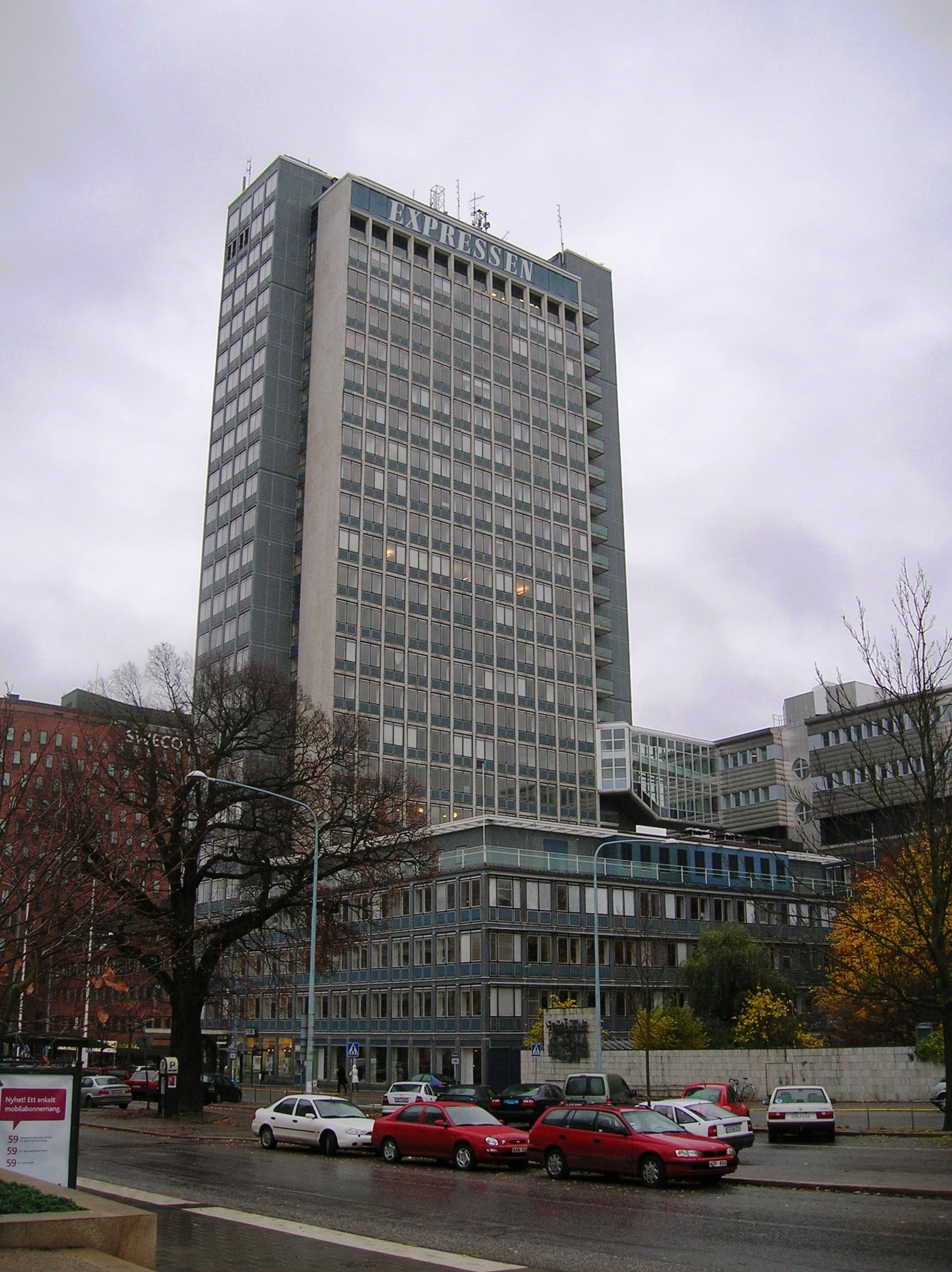
Здание Dagens Nyheter в Стокгольме. Пятнадцать лет Улоф Лагеркранц был главным редактором Dagens Nyheter. Одиннадцать из них он проработал в этом здании.

### Публицистика
Лагеркранца пригласил на работу в Dagens Nyheter в 1951 году главный редактор Херберт Тингстен. В дальнейшем, сотрудничество между ними привело к тому, что в 50-х годах газета заняла ведущее место в шведской общественной и культурной жизни.
Когда Тигстен ушёл с поста главного редактора в 1960 году, Лагеркранц стал одним из двух главных редакторов газеты, отвечающим главным образом за вопросы культуры. Отношения со вторым главным редактором Свеном-Эриком Ларссоном были натянутыми. В 1968 году Лагеркранц потребовал, чтобы он стал единственным главным редактором, иначе он покинет газету. Независимый орган — Профсоюз писателей Швеции, и местная организация журналистов высказали пожелание, чтобы он остался, но в то же время последняя подчеркнула, что роль Ларссона тоже очень важна. В результате никаких изменений не произошло. Перед продлением контракта с Лагеркранцем в 1972 году около сорока журналистов написали письмо, высказавшись против этого, но в то же время большинство его поддержало.
После времени сильной экспансии, начиная с 1970-х годов газета начинает сдавать свои позиции и терять долю рынка в конкуренции со Svenska Dagbladet. Эти неудачи стали приписывать тому крену влево, который возник в редакционной политике под руководством Лагеркранца.
И если вначале он имел хорошие отношения с собственниками, семейством Бонниер, то затем отношения с Бонниерами и исполнительным директором издательства, Эриком Хуссом, стали довольно напряжёнными. Некоторые из представителей семейства выразили своё недовольство, как им казалось, ухудшением в качестве публикаций Dagens Nyheter, однако прочие — защищали Лагеркранца, и в результате редакция сохранила традиционную свободу писать то, что и как она считает правильным.

### Влияние на шведскую культуру
Играя центральную роль в Dagens Nyheter, особенно после того, как он стал главным редактором в 1960 году, Улоф Лагеркранц был одним из самых влиятельных людей в области шведской культуры вплоть до ухода на пенсию в 1975 году.
В роли литературного критика Лагеркранц поддерживал «культурный радикализм», поскольку мнение критика неизбежно находит отражение в его рецензиях. Он также не признавал никакие авторитеты, что нашло отражение в его точке зрения в так называемых «trolöshetsdebatten» — широких культурных дебатах 1966 года о значении культурных традиций и авторитетов, шедших главным образом на страницах газет, и его непримиримой позиции направленной против церкви. Он также старался превратить страничку культуры в газете в открытый форум, где могли быть напечатаны не только господствующие в обществе точки зрения, но и другие, в частности такие левые писатели как Ёран Палм, Ларс Форссел, Ларс Йюлленстен.
После вступления в должность, Лагеркранц порвал с убеждённым антикоммунизмом своего предшественника Тингстена и в 1965 году дистанцировался от обозначения «либерал». В речи, напечатанной в газете клуба журналистов Dagens Nyheter Myggan («Комар») он пояснил, что разговор о либеральной линии был «только словами» и «чепухой» и у него никогда не было симпатии к «либерализму» того времени. Когда в 1973 году газета официально заявила о независимости от каких-либо политических партий, слово «либеральный» в обозначении направленности газеты было убрано с первой страницы.
Лагеркранц выступал в поддержку «сексуальной революции». Писательница и журналистка Сара Лидман называла его газету «одним из разрушителей запрета на порнографию в Швеции». Когда Бу Йертс осудил «безнравственную» литературу, Лагеркранц назвал это «ненавистью» и сравнил с фашизмом.
С середины 1960-х годов одним из главных вопросов в обществе было отношение к вьетнамской войне. Лагеркранц не испытывал симпатий ни к войне Южного Вьетнама с партизанами, ни к роли Северного Вьетнама или США в этой войне. Он считал, что точка зрения западного мира на события в свете сильно искажена «западным доминированием на новостном фронте». Лагеркранц посетил СССР и Китай и постарался дать объективную оценку увиденному в своих репортажах. Он считал, что Советский Союз описывают однобоко и часто выступал в его защиту.

## Критика личности Улофа Лагеркранца
Улоф Лагеркранц был всегда готов к борьбе и не мог удержаться от конфликтов. Вероятно поэтому его личность не всегда воспринимается однозначно. Критически настроенные шведы считают, что его пылкость в нападении на таких уважаемых людей, как Астрид Линдгрен, Даг Хаммаршёльд и его предшественник Херберт Тингстен, вызывает гнев и раздражение, также как и его высокомерные высказывания по отношению к таким организациям как церковь, монархия и Шведская Академия. Даже его отношение к либерализму и антикоммунизму и его нейтральная точка зрения по отношению у Войне во Вьетнаме вызывают сильные чувства у определённой части населения.
Некоторые известные люди высказывались довольно критично по отношению к Лагеркранцу, так:
- Свен Стулпе издал в 1980 году биографию Улоф Лагеркранц, которая в значительной степени критически написана по отношению к Лагеркранцу и особенно его мировоззрению. Стулпе описывает своего противника таким образом: «Он был нравственным идиотом, но ни в коем случае не дураком.» Это- цитата позаимствованная из биографии Калигулы Виктора Рюдберга[36].
- Когда Харри Мартинсон и Эйвинд Юнсон получили Нобелевскую премию по литературе, это решение подверглось сильной критике, в том числе со стороны Лагеркранца. Секретарь Шведской академии Ларс Йюлленстен утверждал, что подобное отношение к Мартинсону и было причиной его самоубийства[37]. Характеризуя Лагеркранца, Йюлленстен писал, что тот похож на ласкового, мурлыкающего котёнка, который внезапно со всей силы вцепляется когтями в руку[38].

## На русском языке
На русском языке издана наиболее известная книга Лагеркранца «От Ада до Рая. Книга о Данте и его комедии», издательство Прогресс-Традиция, Москва, 2006.

## Награды и достижения
| - 1957 Премия Беллмана - 1965 Литературная премия Северного Совета за «От Ада до Рая. Книга о Данте и его комедии» - 1986 Премия "Аниары" - 1988 Премия Карлфельдта | - 1989 Премия корпорации Pilot - 1995 Премия Лоттена фон Кремерса - 1996 золотая медаль Иллис Кворум - Академия лена Скараборг в дала ему звание почётного гражданина Скараборга, с формулировкой «за самое острое перо XX века». |

### Печатные источники
- Asklund, Lis (1986), Uppbrott, Stockholm: Norstedts
- Barck, P.O. (1973), Mina oroliga år, Helsingfors: Söderström
- Brandell, Ulf (1976), Dagbok med DN, Stockholm: Trevi
- Gyllensten, Lars (2000), Minnen, bara minnen, Stockholm: Bonniers
- Hadenius, Stig (2002), Dagens Nyheters historia. Tidningen och makten 1864-2000, Stockholm: DN, ISBN 91-7588-480-1
- Hultén, Gösta; Samuelsson, Jan (1983), Mediavänstern – En närbild av den dolda åsiktsproduktionen i Sverige, Stockholm: Bonniers
- Lagercrantz, Olof (1961), Ensamheter i Öst och väst, Stockholm: Wahlström & Widstrand
- Lagercrantz, Olof (1964), Från helvetet till paradiset. En bok om Dante och hans komedi., Stockholm: Wahlström & Widstrand
- Lagercrantz, Olof (1980), Eftertankar om Strindberg, Stockholm: Författarförlaget
- Lagercrantz, Olof (1982), Min första krets, Stockholm: Wahlström & Widstrand
- Lagercrantz, Olof (1990), Ett år på sextiotalet, Stockholm: Wahlström & Widstrand
- Linder, Erik Hjalmar (1965), Ny illustrerad litteraturhistoria I Fem decennier av nittonhudratalet, Stockholm: Natur och kultur
- Ortmark, Åke (1969), De okända makthavarna, Stockholm: Wahlström & Widstan
- Otterberg, Stina (2010), Klädd i sitt språk. Kritikern Olof Lagercrantz., Stina Otterberg och ellerströms förlag, ISBN 978 91 7247 237 2
- Ruin, Olof (2001), Vårt behov av Olof. En vänbok till Olof Lagercrantz 90-årsdag, Stockholm: Wahlström & Widstan, ISBN 91-46-18187-3
- Stolpe, Sven (1980), Olof Lagercrantz, Stockholm: Askild & Kärnekull
- Storå, Siv (1990), Lyriker med förhinder. Studier i Olof Lagercrantz’ tidiga författarskap., Åbo: Åbo Akademis förlag
- Wizelius, Ingemar (1989), Stormarnas hus. En krönika om DN 1964-1989 Del 2, Stockholm: DN, ISBN 91 7588 955-2

## Веб ссылки
- Caj Lundgren: En betydande kulturpersonlighet har gått ur tiden SvD 23 juli 2002